# Prince Segbefia
Kossi Prince Segbefia (* 11. März 1991 in Lomé) ist ein togoischer Fußballspieler.

## Karriere

### Verein
Segbefia begann mit dem Vereinsfußball 1998 bei Sporting Club de Lomé. 2007 verpflichtete ihn al Ain Club aus den Vereinigten Arabischen Emiraten und setzte ihn zwei Jahre in seinen Nachwuchsmannschaften ein. Anschließend wechselte Segbefia nach Frankreich zum AJ Auxerre. Bei diesem Verein wurde er nach einjähriger Tätigkeit in der Nachwuchsabteilung 2010 in den Profikader aufgenommen. 2014 wechselte er dann zum ukrainischen Klub Sorja Luhansk.
Zur Saison 2015/16 wechselte Segbefia die türkische TFF 1. Lig zum Absteiger Elazığspor und nach einer Saison innerhalb der Liga zu Göztepe Izmir. In der Winterpause 2017/18 folgte dann der Wechsel zu Gazişehir Gaziantep FK.

### Nationalmannschaft
Segbefia startete seine Nationalmannschaftskarriere 2006 mit Einsätzen für die togoische U-17-Nationalmannschaft. 2011 debütierte er dann in der A-Mannschaft seines Landes. Bis zu seiner letzten Nominierung 2017 kam er auf insgesamt 26 Länderspiele, ein Tor gelang ihm dabei nicht.

## Erfolge
Mit Gazişehir Gaziantep FK
- Play-off-Sieger der TFF 1. Lig und Aufstieg in die Süper Lig: 2018/19